# Escut de Gaianes
L'escut de Gaianes és un símbol representatiu oficial de Gaianes, municipi del País Valencià, a la comarca del Comtat. Té el següent blasonament:
| « | Escut quadrilong de punta redona. Truncat i mig partit. Al primer quarter, en camp d'atzur, una torre d'or maçonada i aclarida de gules. Al segon quarter, ple de gules. Al tercer quarter, de gules, una campana d'or, amb bordura componada de vuit peces d'or. Al timbre corona reial oberta. | » |

## Història
L'escut va ser aprovat per Resolució del 14 de desembre de 2000, del conseller de Justícia i Administracions Públiques, publicada en el DOGV núm. 3.921, del 19 de gener de 2001.
S'hi representa la torre del castell de Gaianes i les armes dels Roís de Corella, antics senyors del poble i comtes de Cocentaina.